# Хуліо Іглесіас
Ху́ліо Ігле́сіас (ісп. Julio Iglesias; нар. 23 вересня 1943, Мадрид, Іспанія) — іспанський галісійський співак, композитор, автор пісень, колишній футболіст, що в 2008 відзначив 40-річчя творчої кар'єри; є співаком, що продав найбільшу кількість іспаномовних дисків за всю історію, також входить до 10-ки співаків, що продали за життя найбільше альбомів (за даними лейбла Sony Music).

## Життєпис
На початку кар'єри активно брав участь у міжнародних пісенних конкурсах — власне співочий талант ексфутболіста (в минулому голкіпера мадридського «Реала», що 22 вересня 1963 зазнав автокатастрофи, внаслідок якої був змушений припинити спортивну кар'єру, провівши три роки на лікарняному ліжку, де якраз і розпочав писати пісні) розкрився на одному з них — виконавець гучно заявив про себе, вигравши з піснею La vida sigue igual («А життя триває») 10-й міжнародний фестиваль пісні Бенідорм (Festival Internacional de la Canción de Benidorm, популярний свого часу в іспаномовних і європейських країнах іспанський відповідник італійського «Сан-Ремо»), потому співак посів 4-те місце на Пісенному конкурсі Євробачення 1970 в Амстердамі.
Відомий як виконанням запальних пісень у стилі латин-поп, так і душевних мелодійних балад, останні нерідко Іглесіас виконував у дуетах з іншими відомими виконавцями.
Продав понад 300 млн дисків, причому понад 2 600 з них є платиновими та/або золотими. Здобув всесвітню славу, давши понад 5 000 концертів «наживо» у більш ніж 600 містах по всьому світу; обличчя виконавця з'являлось у понад 1 700 обкладинках часописів, він був учасником незліченної кількості записів на телебаченні.
Хуліо Іглесіас — своєрідний представник міжнародної народної дипломатії від музики, записавши музичні диски на 14 мовах світу, в тому числі і на рідних іспанській та гальєго, а також французькою, італійською, португальською, англійською, німецькою тощо, будучи єдиним співаком, що отримав діамантову платівку за виконання пісень різними мовами (за цим показником навіть потрапив до Книги рекордів Гіннеса).
29 січня 1971 року Іглесіас одружився з Ісабель Прейслер, філіппінкою іспанського походження, телеведучою, що також була членом заможної та аристократичної родини Перес де Тагле. У пари було троє дітей: Хабелі (народився 3 вересня 1971 р.), Світська людина; Хуліо-молодший (народився 25 лютого 1973), співак; та Енріке (народився 8 травня 1975), міжнародний співак, автор пісень, актор та продюсер звукозаписів. Шлюб закінчився розлученням в 1979 році. Також в нього є позашлюбний син Хавьер Санчес від роману з колишню португальською балериною Маріею Едіта Сантуш, вона зустріла Іглесіаса в Каталонії влітку 1975 року.

## Дискографія
| - Yo canto (1969) - Gwendolyne (1970) - Por una mujer (1972) - Soy (1973) - Und das Meer singt sein Lied (1973) - A flor de piel (1974) - A México (1975) - El amor (1975) - America (1976) - En el Olympia (1976) - Se mi lasci, non vale (1976) - Schenk mir deine Liebe (1976) - A mis 33 años (1977) - Sono un pirata, sono un signore (1978) - Emociones (1978) - Aimer la vie (1978) - Innamorarsi alla mia età (1979) - A vous les femmes (1979) |  | - Hey! (1980) - Sentimental (1980) - Amanti (1980) - De niña a mujer (1981) - Fidèle (1981) - Zartlichkeiten (1981) - Minhas canções preferidas (1981) - Momentos (1982) - Momenti (1982) - Et l'amour créa la femme (1982) - In concert (1983) - Julio (1983) - 1100 Bel Air Place (1984) - Libra (1985) - Un hombre solo (1987) - Tutto l'amore che ti manca (1987) - Non stop (1988) - Raíces (1989) |  | - Latinamente (1989) - Starry night (1990) - Calor (1992) - Anche senza di te (1992) - Crazy (1994) - La carretera (1995) - Tango (1996) - My life: the greatest hits (1998) - Noche de cuatro lunas (2000) - Una donna può cambiar la vita (2001) - Ao meu Brasil (2001) - Divorcio (2003) - Love songs (2003) - En français (2004) - Love songs — Canciones de amor (2004) - L'homme que je suis (2005) - Romantic classics (2006) - Quelque chose de France (2007) |